# Slangdraak

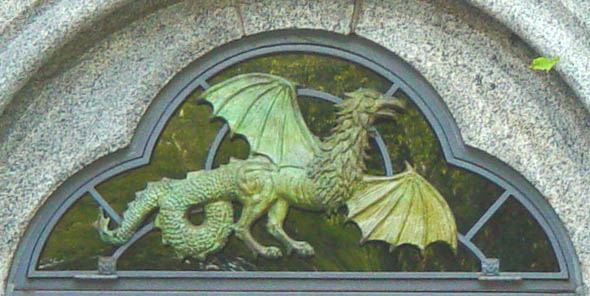
Slangdraak

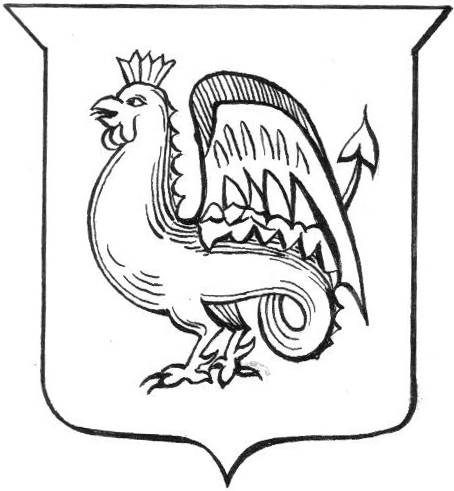
Slangdraak op een schild in de heraldiek

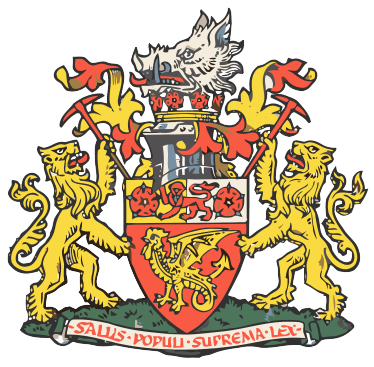
Slangdraak en andere symbolen

De slangdraak (ook wel met het Engelse woord cockatrice genoemd) is een fabeldier dat geboren zou zijn uit het bloed uit de ogen van de Gorgon. Hij is de dodelijke koning der slangen. De witte kam op zijn kop lijkt op een kroon. Het beest is ongeveer 30 centimeter lang, maar elk levend wezen verschrompelt onder de dodelijke blik van zijn rode ogen (net als bij de Catoblepas). Vogels die over hem heen vliegen, sterven door zijn stank. Het gif van de slangdraak is zo sterk dat iedereen die gebeten wordt sterft. Als de as van slangdraken in tempels wordt verstrooid, spinnen giftige spinnen er geen web. De slangdraak zou verwant zijn aan de basilisk.
De grote vijand van dit monster is de wezel. Als dit dier het hol van een slangdraak binnengaat, slaat hij op de vlucht, maar de wezel jaagt hem op en doodt hem. Een ander dier dat fataal is voor de slangdraak is de haan. Van zijn gekraai krijgt het beest stuiptrekkingen en sterft. Reizigers in de Libische woestijn nemen vaak hanen in hun bagage mee om een veilige reis te garanderen.

## De slangdraak in verhalen
Bij een belegering van een stad door Alexander de Grote stierven veel van zijn mannen zonder dat ze gewond waren. Er bleek een slangdraak op de stadsmuur te zitten, die de soldaten doodde met zijn boosaardige blik. Alexander liet een spiegel tussen het monster en het leger plaatsen. De slangdraak wierp een blik op zichzelf en stierf onmiddellijk. Ook Sint-Joris hield zijn schild zo dat de slangdraak stierf bij het zien van zijn eigen blik.
Een andere verhaal vertelt hoe een ridder een slangdraak verwondde, maar toen, samen met zijn paard, door het gif dat uit het bloedende wezen spoot overleed. 

## Nederlandse benaming
In het Nederlands wordt ook de naam cokedrijs gebruikt, die voorkomt in een onderschrift bij een tekening uit de 16de eeuw van (vermoedelijk) Christoffel van Huerne: "Die mij aensiet compt int verdriet sijt des wijs / Want int leven befaemt bem ic ghenaempt een cokedrijs". 

## Zie ook

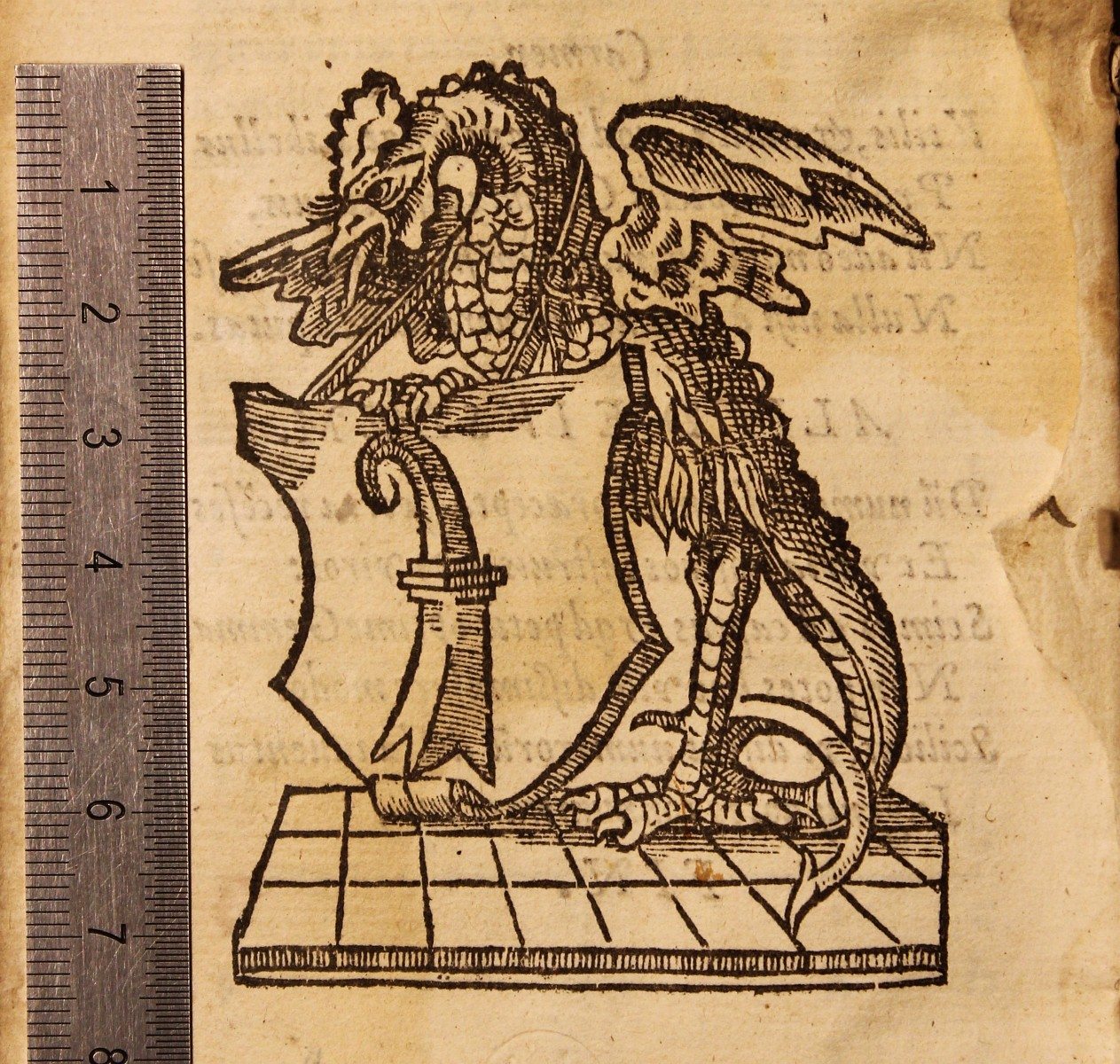
Slangdraak in het drukkersmerk van Gregorius de Bonte.